# Andreas Winter
Andreas Winter (Mühldorf, 14 de junho de 1971) é um matemático alemão.
É um matemático da Universidade de Bristol e do Centre for Quantum Technologies da Universidade Nacional de Singapura. Obteve o doutorado em 1999 na Universidade de Bielefeld, com a tese Coding Theorems of Quantum Information Theory, orientado por Rudolf Ahlswede e Friedrich Götze, indo em seguida para a Universidade de Bristol.
Em trabalho conjunto com Michał Horodecki e Jonathan Oppenheim, descobriu o estado de imersão quântico e usou esta primitiva para mostrar que a informação quântica pode ser negativa..
Recebeu o Prêmio Philip Leverhulme de matemática e estatística de 2008. Em 2012 recebeu o Prêmio Whitehead.

## Publicações
- "Partial Quantum Information", Nature 436:673–676 (2005)